# Yersinia pseudotuberculosis
Yersinia pseudotuberculosis (Pfeiffer, 1889) Smith & Thal, 1965 è un batterio appartenente alla famiglia Yersiniaceae, noto anche come bacillo di Malassez e Vignal.
È un bacillo gram-negativo, anaerobio facoltativo, ossidasi-negativo, dotato di flagelli e mobile a 25 °C. La sierotipizzazione si basa sulle differenze di struttura dell'antigene somatico O; si conoscono 6 sierotipi, il più diffuso dei quali è il sierotipo 1.

## Epidemiologia
È una specie ubiquitaria, ma con una maggiore diffusione nelle zone rurali e con basse condizioni igieniche.
L'infezione provocata da Y. pseudotuberculosis è una zoonosi e l'uomo è un ospite accidentale; il serbatoio naturale sono roditori, animali selvatici e cacciagione.
L'uomo, per il quale questo batterio è comunque una causa relativamente poco comune di malattia, si può infettare per contatto diretto con l'animale o ingerendo alimenti contaminati.

## Patologia
È una specie principalmente enterica e raramente viene isolata dal sangue.
Y. pseudotuberculosis penetra nella mucosa intestinale al livello dell'ileo e si localizza nei linfonodi ileocecali. Provoca un'adenite mesenterica simile a quella che si verifica negli animali, che può raramente evolvere in sepsi in soggetti defedati. La patologia simula, nell'uomo, un'appendicite acuta (pseudoappendicite).